# Гигант (Ростовская область)

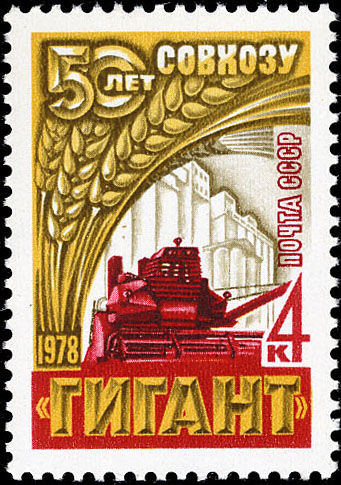
Почтовая марка СССР, 1978 год

Гига́нт — посёлок (с 1933 по 2004 г. — рабочий посёлок) в Сальском районе Ростовской области России.
Административный центр Гигантовского сельского поселения.

## География
Посёлок Гигант расположен в 170 километрах от областного центра Ростовской области — города Ростова-на-Дону и в 15 километрах районного центра — города Сальска. Через территорию посёлка проходит автомагистраль регионального значения Р-270 Ростов-на-Дону — Егорлыкская — Сальск, а также железнодорожная линия Батайск — Сальск. В посёлке Гигант расположена железнодорожная станция Трубецкая Северо-Кавказской железной дороги.
Климат
Согласно классификации климатов Кёппена-Гейгера Гигант расположен в зоне влажного континентального климата с умеренно холодной зимой и жарким летом.
| Показатель              | Янв.  | Фев.  | Март  | Апр. | Май  | Июнь | Июль | Авг. | Сен. | Окт.  | Нояб. | Дек.  | Год   |
| ----------------------- | ----- | ----- | ----- | ---- | ---- | ---- | ---- | ---- | ---- | ----- | ----- | ----- | ----- |
| Абсолютный максимум, °C | 16,5  | 21,1  | 25,1  | 34,3 | 36,8 | 39,6 | 41,7 | 41,2 | 39,4 | 35,1  | 22,0  | 18,7  | 41,7  |
| Средняя температура, °C | −2,7  | −2,6  | 2,8   | 10,9 | 16,5 | 21,0 | 24,0 | 23,3 | 17,4 | 10,6  | 3,5   | −1,2  | 10,3  |
| Абсолютный минимум, °C  | −33,5 | −31,4 | −25,9 | −7,4 | −2,9 | 3,6  | 7,7  | 2,7  | −2,3 | −10,4 | −30,8 | −29,9 | −33,5 |
| Норма осадков, мм       | 40    | 33    | 34    | 44   | 56   | 58   | 56   | 39   | 46   | 39    | 45    | 50    | 540   |
| Источник:               |       |       |       |      |      |      |      |      |      |       |       |       |       |

## История
Посёлок Гигант был основан в 1915 году как разъезд Трубецкой (в дальнейшем разъезд был преобразован в станцию Трубецкая) в период строительства Донской ветви железной дороги Батайск — Торговая.
В 1928 году на территории Западно-Коннозаводческого района Сальского округа Северо-Кавказского края у разъезда Трубецкой, разместилась одна из усадеб организованного первого в СССР зернового совхоза, который первоначально имел условное наименование № 1 (позже получил официальное название «Гигант»).
В 1929 году в посёлок Гигант приезжал известный писатель М. Горький, который интересовался первыми шагами совхозного коллектива, участвовал в закладке фундамента под школу, а также в праздновании первого Дня урожая.
7 августа 1930 года Западно-Коннозаводческий район был переименован в Гигантовский район. Районным центром стал посёлок зерносовхоза Гигант. В январе 1931 года Гигантовский район был упразднён, а его территория вошла в состав Сальского района.
В 1931 году земельная площадь совхоза возросла до 239 тысяч гектаров, в 1932 году совхоз «Гигант» был разукрупнён.
10 февраля 1933 года ВЦИК постановил вновь возникший пункт при железнодорожной станции Трубецкой Северо-Кавказской ж.д. отнести к категории рабочих поселков, присвоив ему наименование Гигант.
Специально для посёлка Гигант был разработан генеральный план застройки, определивший современную архитектурно-планировочную структуру с учётом строительства 3-х, 4-х и 5-этажных домов, административных и социально-значимых объектов.
В 1934 году, после разукрупнения совхоза «Гигант», центральная ремонтная мастерская была реорганизована в авторемонтный завод, который производил капитальный ремонт тракторов, моторов, автомашин, а также осуществлял выпуск запасных частей. Позже на базе этого предприятия возникнет ныне существующий завод «Сальсксельмаш».
На территории рабочего посёлка Гигант находилась центральная усадьба одноимённого совхоза.
За первые годы существования в посёлке Гигант были построены десятки жилых домов, дом культуры, больница, школа, детские сады, бани и другие объекты.
В годы Великой Отечественной войны 1941—1945 годов жители Гиганта также внесли значительный вклад в борьбе с немецко-фашистскими захватчиками как непосредственным участием на фронтах, так и нелёгким трудом в тылу.
30 июля 1942 года авангард 13-й танковой дивизии немецкой армии прорвался к западной окраине Сальска, другая боевая группа заняла населённые пункты Целину и Гигант.
В январе 1943 года на фронте от Дона до Маныча шли бои. 17 января войска 28-й Армии вышли к реке Маныч у станицы Пролетарской. Местность у реки представляла препятствие для наступающих войск. 21 января танки вышли к реке Маныч. С помощью саперов они переправились через реку.
22 января бойцы 6-й танковой бригады и подразделения 152-й и 156-й отдельных стрелковых бригад вышли к железной дороге в нескольких километрах от города Сальска. Завязался бой за посёлок Гигант. Появившиеся танки 6-й танковой бригады переломили ход боя. В результате наступления частей 28-й армии Гигант был освобожден.
После освобождения Гиганта от немецко-фашистских захватчиков началось восстановление разрушенного хозяйства совхоза и непосредственно самого посёлка.
В послевоенное время посёлок Гигант и зерносовхоз получили дальнейшее развитие. Совхоз «Гигант» имел площадь в 50 тысяч гектаров земли, из которых 3/4 занимала пашня и являлся одним из передовых хозяйств страны. За трудовые победы совхоз был награждён орденами Ленина и Трудового Красного Знамени. Многие рабочих совхоза «Гигант» были удостоены правительственных наград, в том числе шестерым было присвоено звание Героя социалистического труда. Весомый вклад в социально-экономическое развитие посёлка Гигант внёс Герой Социалистического Труда, директор совхоза Дмитрий Дмитриевич Ангельев.
Посёлок Гигант в 1960—1980-е годы развивался как образцовый населённый пункт городского типа, строились многоэтажные жилые дома, были возведены Дворец культуры имени М. Горького, торговый центр, 3-этажный универмаг, больница с поликлиникой городского типа, гостиница, различные административные здания, школы, детские сады и т. д. Руководством совхоза и районными властями рассматривался вопрос о наделении рабочего посёлка Гиганта статусом города районного подчинения.
Планировка посёлка Гигант выполнена строго по принципу линейности, четкого и ровного строения кварталов, прямых улиц. Центральная часть поселка застроена 3-, 4-, 5-этажными жилыми домами, одно- и двухэтажными многоквартирными, а также индивидуальными жилыми домами.
Посёлок Гигант Сальского района Ростовской области был включен в список исторических городов России и входил в программу «Сохранение и развитие архитектуры исторических городов (2002—2010 годы)».
В 2004 году посёлок городского типа Гигант получил статус муниципального образования Гигантовское сельское поселение в составе Сальского района Ростовской области.

### Органы местного самоуправления
Представительным органом местного самоуправления на территории посёлка Гигант является — Собрание депутатов Гигантовского сельского поселения Сальского района Ростовской области. Исполнительным органом власти — Администрация Гигантовского сельского поселения, возглавляемая Главой Администрации.

## Население
В 1939 году согласно Всесоюзной переписи населения в рабочем посёлке Гигант Сальского района проживало 8168 жителей.
| 1939    | 1959    | 1970    | 1979    | 1989    | 2002    | 2010    |
| ------- | ------- | ------- | ------- | ------- | ------- | ------- |
| 8168    | ↗12 555 | ↘10 008 | ↗10 180 | ↘10 122 | ↘10 049 | ↗10 249 |
| 2021    |         |         |         |         |         |         |
| ↗10 572 |         |         |         |         |         |         |

## Экономика
ПРОМЫШЛЕННОСТЬ
- ООО «Сальсксельмаш» (производство сельскохозяйственной техники, а также техники для коммунальных служб);
- В ближайшей перспективе запланировано построить в посёлке Гигант новый завод по производству комплектующих для сельскохозяйственной техники[17]. На будущем предприятии общей площадью 20 тысяч кв. м. будут запущены литейно-заготовительный, металлообрабатывающий и покрасочный цеха, цех сборки и собственный логистический комплекс. На новом заводе планируют создать более 100 новых рабочих мест. Срок реализации проекта рассчитан на три года[18].
- Сальский маслоэкстракционный завод «Ресурс» (производство подсолнечного масла)[19];
- Трубецкой элеватор[20] (входит в агрохолдинг «Астон»), ёмкости элеватора составляют 75 тысяч тонн;
- ООО «Сальсктраксервис»;
- ООО «Русагромир».

СЕЛЬСКОХОЗЯЙСТВЕННОЕ ПРОИЗВОДСТВО
- сельское хозяйство представлено ООО «Славяне», СПК имени Ангельева, а также фермерскими хозяйствами (производство зерна, мяса, плодоовощной и другой сельскохозяйственной продукции);
- Гигантовская агрометеостанция.

ТРАНСПОРТ
Железнодорожный 

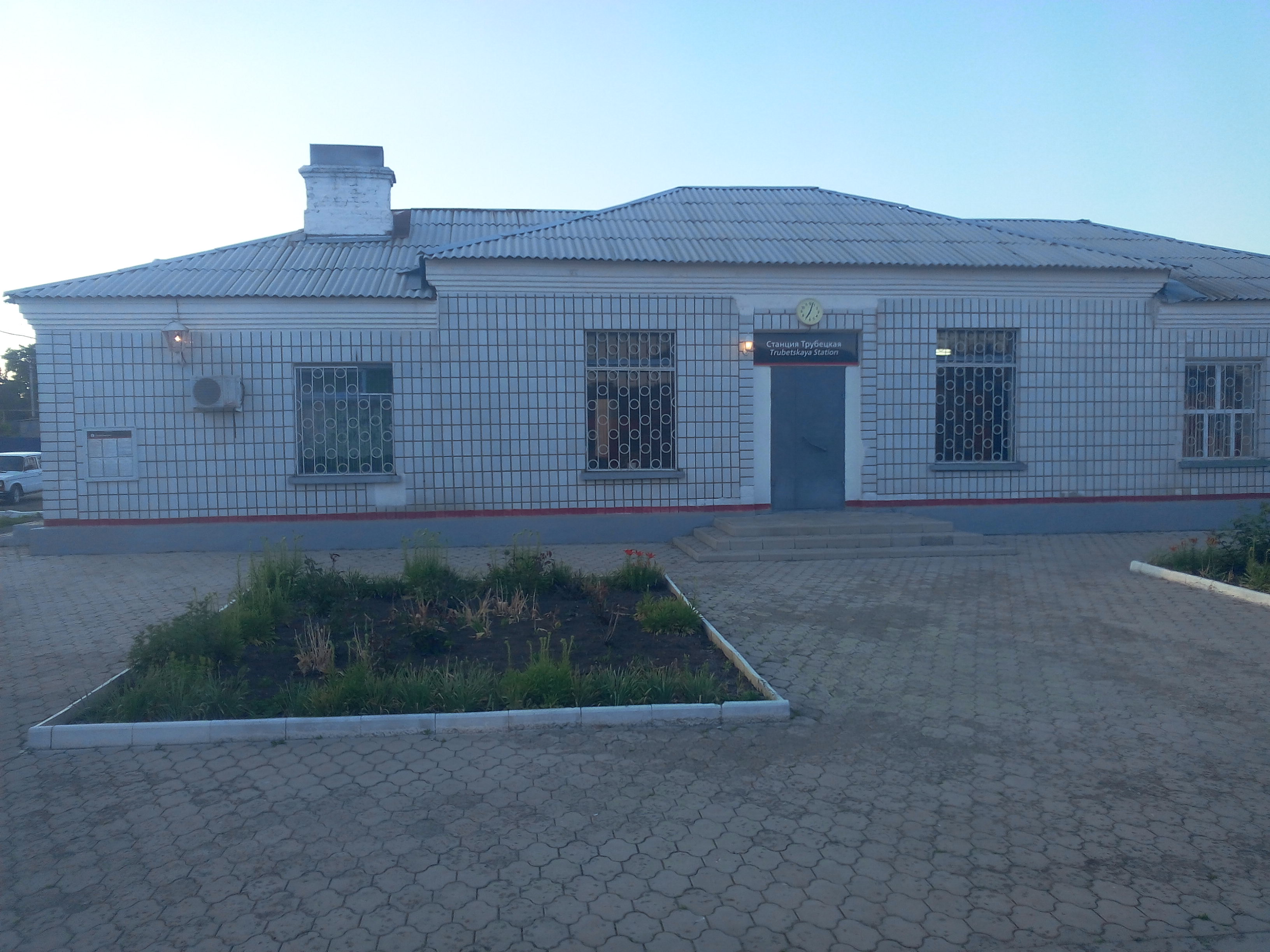
Вокзал станции Трубецкая (посёлок Гигант)

В посёлке Гигант расположена железнодорожная станция Трубецкая на линии Батайск — Сальск (см. основная статья Трубецкая (станция)), через которую курсируют 6 ежедневных пригородных поездов:
- № 6830/6820 сообщением Ростов — Сальск — Зимовники;
- № 6814/6816 сообщением Ростов — Сальск — Волгодонская;
- № 6812 сообщением Ростов — Сальск;
- № 6811 сообщением Сальск — Ростов;
- № 6815/6813 сообщением Волгодонская — Сальск — Ростов;
- № 6819/6829 сообщением Зимовники — Сальск — Ростов.

Автомобильный
Посёлок Гигант связан регулярным автобусным сообщением с районным центром городом Сальском и другими населёнными пунктами Сальского района (рейсы выполняются автобусами большой и малой вместимости и маршрутными такси). Также имеется внутрипоселковый автобусный маршрут (кольцевой).
Автобусные маршруты в соответствии с Реестром муниципальных пригородных маршрутов регулярных перевозок на территории Сальского района:
- № 100 Сальск (ул. Пушкина) — Гигант (центр);
- № 101 Сальск (ул. Пушкина) — Гигант (через пос. Приречный).

Автозаправочные комплексы
На территории посёлка расположены 2 АЗС (в т.ч. одна «Газпром»).

## Социальная сфера
ОБРАЗОВАНИЕ
Среднее профессиональное образование
- Сальский аграрно-технический колледж[22] (бывший Сальский сельскохозяйственный техникум).

Общее среднее образование
- средняя общеобразовательная школа № 2 (основана в 1929 году, с 1934 года — школа № 67 имени М. Горького, с 1956 года школа-интернат №2 имени М.Горького);
- средняя общеобразовательная школа № 76 (открыта в 1952 г.);
- средняя общеобразовательная школа № 78 (открыта в 1964 г.).

Дошкольное образование
- детский сад № 1 «Русалочка»;
- детский сад № 2 «Ивушка»;
- детский сад № 6 «Колосок».

КУЛЬТУРА
- Дворец культуры имени М. Горького;
- Гигантовская детская школа искусств;
- несколько библиотек;
- спортивная школа;
- стадион имени В. В. Серебрякова (бывший стадион «Сальсксельмаш»);
- два парка культуры и отдыха имени М. Горького и «Победа» (в 2023 году завершены работы по реконструкции указанных парков) .

МЕДИЦИНА
- Гигантовская участковая больница[23] со стационаром на 100 коек, структурно входящая в состав ГБУ РО «ЦРБ» в Сальском районе (с 2024 года закрыта на капитальный ремонт);
- Гигантовская районная поликлиника на 150 посещений в смену.
- Имеются также аптеки.

ТОРГОВЛЯ и ОБЩЕСТВЕННОЕ ПИТАНИЕ
В посёлке имеется развитая торговая сеть, представленная торговыми центрами, магазинами розничной торговли, в том числе такие как «Магнит», «Магнит-косметик»,«Пятерочка» и другими. По улице Ленина расположен рынок. Сеть общественного питания представлена различными кафе, закусочными, столовыми.
ПОЧТА
В посёлке расположено Гигантовское отделение «Почты России»  индекс 347628.
КРЕДИТНО-ФИНАНСОВЫЕ ОРГАНИЗАЦИИ
на территории посёлка кредитно-финансовую деятельность осуществляют отделения  «Почта Банка» и «СберБанка».
Прочие
В посёлке имеются предприятия жилищно-коммунального хозяйства, в том числе Гигантовское муниципальное предприятие ЖКХ, участки энерго-, газо-, и водоснабжения.

## Религия
- Православный приход храма Владимирской Иконы Божией Матери посёлка Гигант. На территории посёлка продолжается возведение храма, сроки окончания строительства пока неизвестны.
- Местная мусульманская религиозная организация посёлка Гигант.(Стройка уже завершена)

## Памятники и мемориалы
- Памятник В. И. Ленину[24]. В. И. Ленин изображен с поднятой правой рукой. Скульптура вождя установлена на высоком постаменте. Памятник находится в парке культуры и отдыха имени М. Горького.
- Мемориал погибшим воинам «Два бойца и скорбящая мать» и братская могила. Архитектор комплекса Косолапов А. А., скульптор — Иванов Г. Мемориал в поселке Гигант был открыт 9 Мая 1975 года и представляет собой многофигурную скульптурную композицию, состоящую из двух воинов и женщины. Скульптуры установлены на двойном постаменте. Постамент сделан из сборных железных блоков в ширину около пяти метров. Фигуры солдат и матери возвышаются на высоту около трёх метров и сделаны из железобетонных блоков, облицованных алюминием. С двух сторон от постамента стоят тумбы и мемориальные плиты. На мемориальных плитах нанесены имена более 550 воинов, погибших при освобождении поселка, умерших от ран в госпитале и солдат-односельчан, погибших на фронтах Великой Отечественной войны (230 человек), людей, пропавших без вести в годы войны (217 человек). Перед скульптурой находится Вечный огонь. На территории мемориального комплекса находится братская могила, в ней захоронено 120 солдат. К памятнику с одной стороны ведет широкая лестница. К 65-летию Победы мемориал был отреставрирован, рядом с ним были установлены пушки. В 1955 году прошло перезахоронение останков солдат в братскую могилу в центре поселка. Там в настоящее время находится мемориальный комплекс[25]. Мемориальный комплекс расположен на территории парка культуры и отдыха «Победа».
- Памятник А. М. Горькому, установлен на площади рядом с Дворцом культуры, носящим его имя.

## Известные люди
- Агибалов Василий Осипович, управляющий отделением № 5 зерносовхоза «Гигант», затем председатель колхоза «Советская Россия» Сальского района, Герой Социалистического Труда (1948).
- Ангельев Дмитрий Дмитриевич, директор зерносовхоза «Гигант», кандидат сельскохозяйственных наук, депутат Верховного Совета РСФСР шести созывов, член Сальского городского и Ростовского областного комитетов КПСС, делегат XXIII и XXVI съездов КПСС, Герой Социалистического Труда (1979).
- Бойко Федор Антонович, директор зерносовхоза «Гигант», Герой Социалистического Труда (1947), кандидат сельскохозяйственных наук, заведовал кафедрой «Организация социалистических сельскохозяйственных предприятий» Рязанского сельскохозяйственного института.
- Калачёв Павел Иванович, механизатор зерносовхоза «Гигант», Герой Социалистического Труда (1966), рационализатор, награждён памятным дипломом водителя комбайна под № 1 и памятной медалью.
- Соломин Михаил Осипович, управляющий отделением зерносовхоза «Гигант», Герой Социалистического Труда (1949).
- Шибко Ефим Федорович, механик отделения зерносовхоза «Гигант», Герой Социалистического Труда (1949).